# Dappula templetonii
Dappula templetonii är en fjärilsart som beskrevs av John Obadiah Westwood 1854. Dappula templetonii ingår i släktet Dappula och familjen säckspinnare. Inga underarter finns listade i Catalogue of Life.